# Louay Chanko
Louay Chanko (en árabe: لؤي شنكو‎; Södertälje, Suecia, 29 de noviembre de 1979) es un exfutbolista y entrenador de fútbol de Siria nacido en Suecia que jugaba en la posición de centrocampista.

## Carrera

### Club
| Periodo   | Club           | Apariciones | Goles |
| --------- | -------------- | ----------- | ----- |
| 1996–2000 | Syrianska FC   | 18          | 0     |
| 2000–2003 | Djurgårdens IF | 45          | 10    |
| 2003–2005 | Malmö FF       | 60          | 2     |
| 2005–2006 | AEK Athens FC  | 21          | 1     |
| 2006–2009 | Hammarby IF    | 72          | 7     |
| 2009–2012 | AaB Fodbold    | 59          | 3     |
| 2012–2016 | Syrianska FC   | 102         | 4     |
| 2017      | Västerås SK    | 0           | 0     |

### Selección nacional
Llegó a jugar para Suecia en una ocasión en 2008 ante Costa Rica, pero ese mismo año pasa a jugar para Siria, con la que jugó en siete ocasiones de 2008 a 2013 y participó en la Copa Asiática 2011.

## Logros
- Allsvenskan (2): 2002,[5] 2004
- Copa de Suecia (1): 2002